# Hans (film)
Hans è un film thriller del 2006 diretto da Louis Nero, ispirato al racconto La metamorfosi di Franz Kafka.

## Trama
Hans Schabe ha un grave disturbo psicotico di natura ereditaria. Con il passare degli anni, la malattia peggiora e Hans regredisce al punto da catalizzare tutte le paure e gli odi della società.
Il lungometraggio trae ispirazione dall'incontro tra il teatro dell'assurdo di Adamov e le teorie freudiane sull'isteria. Il film analizza una paranoia e la sua evoluzione in un individuo altamente disturbato, il protagonista Hans Scabe. La schizofrenia viene raccontata a partire dall'infanzia di Hans fino alla sua morte. Non è analizzata in terza persona o da un punto di vista esterno, come nella maggior parte dei film che trattano questo tema, ma in prima persona.

## Produzione
Il film è stato girato nel 2005 fra Torino ed Asti. Gran parte dei set sono stati ricostruiti in studio.
La discarica del film è stata ricostruita nelle campagne torinesi, quasi a misura naturale. Le scene ambientate in manicomio sono invece state girate nel primo manicomio italiano: la Certosa reale di Collegno. Nella troupe hanno inoltre partecipato gli studenti di laurea in DAMS di Torino.